# Dr. Heleno
Heleno Augusto de Lima (Campina Grande, 25 de abril de 1940), mais conhecido como Doutor Heleno, é um advogado, contador e político brasileiro. Foi deputado federal pelo Rio de Janeiro entre 1999 e 2007. O político já foi filiado aos seguintes partidos políticos: Partido da Social Democracia Brasileira (PSDB), Progressistas (PP), Movimento Democrático Brasileiro (MDB) e Partido Social Cristão (PSC).

## Carreira política
O político possuía base eleitoral em Duque de Caxias. No município fluminense, Doutor Heleno foi juiz de paz e presidente do Instituto de Previdência dos Servidores Públicos do Município de Duque de Caxias (IPMDC). Além disso, Heleno era advogado e assessor de José Camilo Zito, eleito três vezes prefeito de Duque de Caxias.
Nas eleições de 1998, Doutor Heleno foi eleito deputado federal pelo Rio de Janeiro para a 51ª legislatura (1999–2003) da Câmara dos Deputados do Brasil. Na ocasião, como candidato pelo Partido da Social Democracia Brasileira (PSDB), obteve 139.219 votos, sendo o 3º candidato mais votado para o cargo no estado. Já nas eleições de 2002, novamente como candidato pelo PSDB, Heleno foi reeleito deputado federal pelo Rio de Janeiro com 68.336 votos, conquistando um assento na Câmara dos Deputados para a 52ª legislatura (2003–2007). Nas eleições de 2006, tentou se reeleger novamente deputado federal pelo Rio de Janeiro, dessa vez como candidato pelo Partido Social Cristão (PSC), porém ficou como suplente do partido após obter 7.056 votos.